# Жихарево (Ленінградська область)
Жихаре́во (рос. Жихарёво) — село в Кіровському районі Ленінградської області, Росія.